# Oliver Roggisch
Oliver Roggisch (Villingen-Schwenningen, 25 de agosto de 1978) es un jugador de balonmano alemán que juega como pivote, siendo utilizado principalmente en tareas defensivas. Fue uno de los componentes de la Selección de balonmano de Alemania con la que disputó 205 partidos internacionales en los que ha anotó un total de 48 goles, debutando un 15 de marzo de 2002 contra la selección de Suiza. Fue seleccionado para cinco Campeonatos del Mundo, cuatro Campeonatos de Europa y para los Juegos Olímpicos de Pekín de 2008.
En sus 15 temporadas en la máxima categoría de la Bundesliga disputó 432 partidos. Considerado un jugador polémico debido a la dureza defensiva con la que se empleaba, acumulando numerosas exclusiones y descalificaciones. Tras retirarse como jugador, pasó a formar parte del cuerpo técnico del Rhein-Neckar Löwen como entrenador asistente. 
El 24 de mayo de 2008 contrajo matrimonio con su novia Astrid Böhringer.

## Equipos
Jugador
- TuS Schutterwald (1998-2000)
- Frisch Auf Göppingen (2000-2002)
- TUSEM Essen (2002-2005)
- SC Magdeburg (2005-2007)
- Rhein-Neckar Löwen (2007-2014)

## Palmarés
- Copa EHF  2007, 2013